# De partizanen (strip)
De partizanen is een Joegoslavische stripreeks getekend door Julio "Jules" Radilović op scenario van Đorđe Lebović.
Deze reeks werd voorgepubliceerd in het Nederlandse stripblad Eppo.

## Inhoud
Deze stripreeks speelt zich af in 1943 en 1944 tijdens de Tweede Wereldoorlog. De hoofdpersonages zijn de Britse majoor Dragon en partizane Sparkie (Munja, dat in het Servo-Kroatisch letterlijk 'bliksem' betekent. Samen strijden ze tegen de Duitse en Italiaanse fascisten. Vaak spelen de verhalen zich af in gebieden die bezet zijn door de Duitsers. In het verhaal Commando-eenheid Y wordt een derde hoofdpersoon geïntroduceerd: de op drank beluste luitenant Flips.

## Publicatiegeschiedenis
Deze strip verscheen voor het eerst in 1977. De strip werd gemaakt in opdracht van het Nederlandse stripblad Eppo door de Joegoslaviërs Julio "Jules" Radilović en Đorđe Lebović, een Kroaat resp. een Serviër. Aanvankelijk werd de strip geschreven door Zvonimir Furtinger, maar deze viel in het pilotverhaal niet in de smaak bij de redactie van Eppo waarna gekozen werd voor filmscenarist Lebović. Vervolgens verschenen de verhalen in Eppo. Het verhaal De brug baseerde Lebović op zijn film Most uit 1969.
Niet alle verhalen werden echter geschreven door Lebović. Het verhaal De dubbelganger werd geschreven door een andere filmscenarist genaamd Marcel Čukli. Een val voor Dragon werd dan geschreven door de agent van Jules, Ervin Rustemagić. Vanaf 1980 verschenen de verhalen ook in albumvorm bij Oberon.
In 1985 werd Eppo hernoemd naar Eppo Wordt Vervolgd en een paar jaar later werd het Sjors en Sjimmie Stripblad. Deze strip bleef echter wel gepubliceerd worden in het blad.
De reeks werd in 1989 stopgezet door het uiteenvallen van Joegoslavië. Vanaf 2015 begon uitgever Prestige met het bundelen van de verhalen in integralen. De derde en laatste integraal verscheen dan in 2016.

## Verhalen

### Alle verhalen
Alle verhalen werden getekend door Julio "Jules" Radilović.
| Nr. | Titel                | Scenarist  | Aantal pagina's | Publicatiejaar                         |
| --- | -------------------- | ---------- | --------------- | -------------------------------------- |
| 1   | De verrader          | Furtinger  | 22              | 1977 (YU strip)                        |
| 2   | Het konvooi          | Lebović    | 44              | 1977-1978 (Eppo)                       |
| 3   | Het geheime document | Lebović    | 22              | 1978 (Eppo)                            |
| 4   | De krijgsgevangene   | Lebović    | 22              | 1979 (Eppo)                            |
| 5   | Commando-eenheid Y   | Lebović    | 22              | 1979-1980 (Eppo)                       |
| 6   | De brug              | Lebović    | 22              | 1980 (Eppo)                            |
| 7   | De zwarte wolven     | Lebović    | 22              | 1981 (Eppo)                            |
| 8   | De dubbelganger      | Čukli      | 22              | 1981 (Eppo)                            |
| 9   | De ontvoering        | Lebović    | 22              | 1981 (Eppo)                            |
| 10  | Een val voor Dragon  | Rustemagić | 22              | 1982 (Eppo)                            |
| 11  | Het Balkan-front     | Lebović    | 44              | 1983 (Eppo)                            |
| 12  | Operatie Sneeuwvlok  | Lebović    | 22              | 1987-1988 (Eppo Wordt Vervolgd)        |
| 13  | De scarabee          | Lebović    | 22              | 1988-1989 (Sjors en Sjimmie Stripblad) |

### Albums

#### Hoofdreeks
Onderstaande albums verschenen bij uitgeverij Oberon.
1. Het konvooi (1980)
2. Het geheime document/De krijgsgevangene (1981)
3. Commando-eenheid Y/De brug (1982)
4. De zwarte wolven/De dubbelganger (1982)
5. De ontvoering/Een val voor Dragon (1984)
6. Het Balkan-front (1984)
7. Operatie Sneeuwvlok/ De scarabee (1989)

#### Integralen
In 2015 en 2016 gaf uitgeverij Prestige een reeks van drie integralen uit van deze stripreeks. De integralen bevatten bijstaande verhalen.
1. Integraal 1 (2015)
  - Het konvooi
  - Het geheime document
  - De krijgsgevangene
  - Commando-eenheid Y
2. Integraal 2 (2015)
  - De brug
  - De zwarte wolven
  - De dubbelganger
  - De ontvoering
  - Een val voor Dragon
3. Integraal 3 (2016)
  - Het Balkan-front[4]
  - Operatie Sneeuwvlok[4]
  - De scarabee[4]
  - De saboteurs[4]